# Stephan Katz
Stephan Katz (* 1970 in Bielefeld) ist ein deutscher Comic-Zeichner.

## Werdegang
Ab 1990 absolvierte Katz eine Ausbildung zum technischen Zeichner an der Fachhochschule. Von 1995 bis 1997 war er Flyer-Designer für ostwestfälische Techno- und Rockdiscos. Seit 1996 ist er mit Max Goldt befreundet.
Gemeinsam mit dem Schriftsteller Max Goldt veröffentlicht er seit 1997 Comics unter dem Namen Katz & Goldt.
Seit 1997 lebt Katz in Berlin.